# Choerophryne gracilirostris
Choerophryne gracilirostris es una especie de anfibio anuro de la familia Microhylidae.

## Distribución geográfica
Esta especie es endémica de Papua Nueva Guinea. Habita en la Provincia de las Tierras Altas del Sur entre los 213 y 1368 m de altitud en las laderas del sur de las montañas de Bismarck.

## Descripción
Choerophryne gracilirostris mide de 13.5 a 14.7 mm.

## Publicación original
- Iannella, Richards & Oliver, 2014 : A new species of Choerophryne (Anura, Microhylidae) from the central cordillera of Papua New Guinea. Zootaxa, n.º 3753 (5), p. 483-493.[4]